# سكوت ليو
سكوت ليو (بالإنجليزية: Scott Lew)‏ هو كاتب سيناريو أمريكي، ولد في 24 سبتمبر 1968 في شيكاغو في الولايات المتحدة، وتوفي في 25 فبراير 2017 في لوس أنجلوس في الولايات المتحدة بسبب تصلب جانبي ضموري.

## وصلات خارجية
- سكوت ليو على موقع IMDb (الإنجليزية)
- سكوت ليو على موقع قاعدة بيانات الفيلم (الإنجليزية)